# ویکی ساخت‌یافته
ویکی‌های ساخت‌یافته گونه‌ای از نرم‌افزار ویکی هستند که امکان دستکاری داده‌های به‌کاررفته در صفحه‌ها را با بهره‌گیری از پایگاه‌های داده‌ها به ما می‌دهند.

## آشنایی
هرچند که پایگاه‌های داده‌ها چندان برای داده‌هایی که به مشترکاً ویرایش می‌شوند، مناسب نیستند، ولی ویکی‌های ساخت‌یافته داده‌هایی بسیار ساخت‌یافته دارند و امکان گزارش آسان و پشتیبانی جریانِ کار را فراهم می‌آورند.
یک ویکی ساخت‌یافته از سودهایی را که می‌توانند دنیاهای ظاهراً متناقض ویکی‌های ساده و سامانه‌های پایگاه داده داشته‌باشند را با هم استفاده می‌کنند.